# پروانه‌ماهی لکه‌آبی
پروانه‌ماهی لکه‌آبی (نام علمی: Chaetodon plebeius) نام یک گونه از تیره پروانه‌ماهی است.